# متیو سنرایش
متیو سنرایش (انگلیسی: Matthew Senreich؛ زادهٔ ۱۷ ژوئن ۱۹۷۴) فیلم‌نامه‌نویس، تهیه‌کننده، کارگردان تلویزیونی صداپیشه اهل ایالات متحده آمریکا است. وی از سال ۲۰۰۵ میلادی تاکنون مشغول فعالیت بوده‌است. وی برندهٔ جوایزی همچون جوایز امی ساعات پربیننده شده‌است.